# Dicrolene quinquarius
Dicrolene quinquarius is een straalvinnige vissensoort uit de familie van naaldvissen (Ophidiidae). De wetenschappelijke naam van de soort is voor het eerst geldig gepubliceerd in 1887 door Günther.